# ГЕС Zhèlín
ГЕС Zhèlín (柘林水电站) — гідроелектростанція на сході Китаю у провінції Цзянсі. Становить останній ступінь каскаду на річці Xiushui, яка впадає до розташованого на правобережжі Янцзи найбільшого прісноводного озера країни Поянху.
В межах проекту річку перекрили насипною греблею висотою 64 метра, довжиною 591 метр та шириною по гребеню 6 метрів. Крім того, знадобилось три допоміжні споруди висотою 21, 3 та 18 метрів при довжині 456, 18 та 225 метрів відповідно. Разом вони утримують велике водосховище з об'ємом 5017 млн м3 та нормальним рівнем поверхні на позначці 65 метрів НРМ. Під час повені рівень може зростати до 73 метрів НРМ, а об'єм — до 7920 млн м3.
У першій половині 1970-х пригреблевий машинний зал обладнали чотирма турбінами типу Френсіс потужністю по 45 МВт, які використовували напір від 25 до 44 метрів (номінальний напір 38,5 метра) та забезпечували виробництво 630 млн кВт-год електроенергії на рік. А в 2002-му став до ладу другий зал, де розмістили дві турбіни потужністю по 120 МВт.
Видача продукції відбувається по ЛЕП, розрахованій на роботу під напругою 220 кВ.